# Ріццолі Лібрі
Rizzoli Libri, раніше Rizzoli Libri SpA та RCS Libri SpA — це італійське книговидавництво та підрозділ Mondadori Libri, дочірньої компанії Arnoldo Mondadori Editore .  RCS Libri була колишньою дочірньою компанією RCS MediaGroup, але в 2015 році більшу частину книговидавничого підрозділу було продано Arnoldo Mondadori Editore , а деякі відбитки RCS Libri були продані RCS MediaGroup або Arnoldo Mondadori Editore третім сторонам., як частину антимонопольної угоди. RCS MediaGroup зберегла бренд Rizzoli для некнижкового видання, а Arnoldo Mondadori Editore має ексклюзивні права на використання бренду Rizzoli у книговиданні.
З 2016 по 2017 рік Rizzoli Libri SpA було поділено на дочірні компанії та підрозділи Arnoldo Mondadori Editore. Rizzoli Libri (тільки розділ торгової книги) став підрозділом дочірньої компанії Mondadori Libri SpA, тоді як Rizzoli Education SpA став дочірньою компанією Mondadori Libri SpA; Міжнародні дочірні компанії колишньої Rizzoli Libri SpA: Rizzoli International Publications і Rizzoli Bookstore стали дочірніми компаніями Mondadori Electa SpA, яка сама є дочірньою компанією Mondadori Libri SpA. Rizzoli International також керувала новим брендом Rizzoli Electa .

## Історія

### Попередники

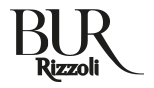
Логотип BUR

RCS Libri SpA була дочірньою компанією та відділом книговидання RCS MediaGroup (RCS означає Rizzoli –Corriere della Sera ); libri сама по собі означає книги італійською мовою. Компанія A. Rizzoli & C. була заснована Анджело Ріццолі, колишнім учнем друкарської справи. Компанія придбала 4 журнали, щоб стати видавництвом у 1927 році.  A. Rizzoli & C. незабаром почали видавати книги, наприклад, брали участь у друкування Енциклопедії Треккані з 1929 року   Група заснувала імпринт Biblioteca Universale Rizzoli (БУР) 1949 р.   У 1960-х роках група почала відкривати власний книжковий магазин, включаючи філію в Нью-Йорку, а також дочірню діяльність Rizzoli International Publications.  Групу було розширено до RCS MediaGroup після придбання газети Corriere della Sera в 1974 році.  
У 1990 році група придбала іншу видавничу групу Fabbri–Sonzogno–Etas. У 1993 році RCS Media Group придбала повний контроль над Fabbri–Sonzogno–Etas.  Фаббрі, Sonzogno Editori, і Etas стали відбитками групи в публікації.
У 1992 році RCS Media Group придбала Sansoni Editore , що дало початок двом брендам Sansoni і Sansoni per la Scuola. У 1993 році RCS MediaGroup придбала Bompiani . 

### Заснування RCS Libri SpA
Відділ RCS Libri & Grandi Opere був створений у 1994 році, до складу якого входили такі видавництва, як Fabbri .  У 1998 році RCS Libri придбала видавця підручників Tramontana , об’єднавшись із існуючим бізнесом групи з видавництва підручників.  У 2000 році група придбала Sfera Editore  (видавець журналу), Marsilio Editori  (з родини Де Мікеліс  ), а також французький видавець Editions Flammarion .   Після угод RCS MediaGroup стала найбільшим книговидавцем в Італії.  Однак через десять років RCS Libri продала Flammarion у 2012 році за 251 млн.євро  
У 2007 році італійське управління з питань конкуренції почало розслідування щодо 9 видавничих компаній, включаючи RCS Libri, за ймовірну антиконкурентну поведінку на ринку підручників. 
9 грудня 2013 року група підписала угоду з Telecom Italia про електронні книги та онлайн-видання газет. Він також включав електронні книги імпринтів RCS Libri того часу: Rizzoli, Bompiani, Fabbri, Adelphi, Archinto Editore, Марсіліо, Скіра та Сонзоньо.  11 грудня 2013 року RCS Media Group також продала частку (48%) у видавництві Editions d'Art Albert Skirà (або відомому як Skira group)  Одразу після угоди RCS Libri через Rizzoli International все ще володів 49% акцій Skira Rizzoli Publications Inc., яка базувалася в Нью-Йорку.  :148, 326До продажу групи Skira імпринт Skira Rizzoli розглядався в рамках консолідації . 
За даними Publishers Weekly, підрозділ RCS Libri отримав дохід у розмірі 513,3 євро. мільйонів у 2011 фінансовому році (не скориговано на продаж Flammarion у 2012),  або 298,6 євро мільйонів, якщо виключити Фламмаріон.  Її знизили до 273,3 євро мільйонів у 2012 році  :22а потім 252 євро мільйонів у 2013  :78і 223 євро мільйонів у 2014 році.  :33Крім того, вся група зазнала сукупних чистих збитків у 2010-х роках, наприклад у 2012,  2013 та 2014 фінансових роках  Чистий збиток склав 218 євро мільйонів у 2013 році   та 110,8 євро мільйонів у 2014 році  :18 :251
Згідно з даними Publishers Weekly , частка ринку художньої та наукової літератури RCS Libri становила 11,8% у 2014 році.  :63

### Придбано групою Mondadori та скорочено до підрозділу Rizzoli Libri
У лютому 2015 року повідомлялося, що Arnoldo Mondadori Editore (група Mondadori) подала необов'язкову пропозицію про покупку RCS Libri у RCS MediaGroup.  Повідомлялося, що Rosellina Archinto, засновниця однойменної фірми, повторно придбала Archinto в липні 2015 року  У жовтні 2015 року RCS MediaGroup оголосила про продаж усього підрозділу, причому група Mondadori була основним покупцем, незважаючи на те, що деякі дочірні компанії та відбитки RCS Libri були продані іншим інвесторам.   Наприклад, контрольний пакет акцій (58%) Adelphi був проданий Роберто Калассо,  який працював у Adelphi багато років.  Крім того, у березні 2016 року італійське управління з питань конкуренції (AGCM) постановило, що Mondadori після придбання повинна була продати дочірні компанії та видавництва Bompiani, Marsilio Editori та Sonzogno.   Marsilio (включно з відбитком Sonzogno  ) було продано назад компанії GEM Srl  родини Де Мікеліс, а Bompiani було продано Giunti Editore .  Група Mondadori зберегла такі бренди, як Rizzoli (тільки в книгах  ), BUR і Fabbri Editori.  Їй також належала Rizzoli Lizard. 
У квітні 2016 року, одразу після поглинання,  RCS Libri SpA було перейменовано на Rizzoli Libri SpA.  Rizzoli Libri SpA входила до Mondadori Libri SpA, бізнес-підрозділу групи Mondadori.  На момент заснування у 2014 році Mondadori Libri SpA була суб-холдинговою компанією дочірніх компаній та імпринтів Piemme, Giulio Einaudi, Mondadori Education, Mondadori Electa, Sperling &amp; Kupfer, а також спільного підприємства Harlequin Mondadori. 
Rizzoli Libri SpA була ще більше скорочена шляхом передачі прав власності на закордонну дочірню компанію Rizzoli International Publications до Mondadori Electa, а розділ trade book Rizzoli Libri SpA було об’єднано з прямою материнською компанією Mondadori Libri SpA. Mondadori Libri також поглинула Sperling & Kupfer SpA та Edizioni Piemme SpA 1 січня 2017 року  Вони були збережені як підрозділ і відбитки Mondadori Libri. Розділ торгівельних книжок Mondadori Libri (включаючи імпринт Rizzoli) і дочірню компанію, що випускає підручники та вихідні дані Rizzoli Education, з 2018 року також перебували під керівництвом різних компаній, Енріко Сельва Кодді та Антоніо Порро відповідно. Вони були керуючими директорами ( італ. Direttore Generale  </link> ) Мондадорі Лібрі.  Згідно з публікацією групи Mondadori, пряма материнська компанія Rizzoli Education також змінилася на вищезгадану Mondadori Libri. 
За даними GfK, станом на 2018 фінансовий рік скорочена Rizzoli Libri мала ринкову частку 4,8% (зменшення з 4,9% за рік до року) у торгових книгах, а вся група Mondadori мала ринкову частку 27,4% (зменшення з 30,0%). % рік до року).  :38

## Колишні дочірні підприємства

### Rizzoli Education
Rizzoli Education, formerly Rizzoli Education, was a division of Rizzoli Libri S.p.A.. After the trade book section of Rizzoli Libri S.p.A. was absorbed into Mondadori Libri S.p.A. in 2017, Rizzoli Education S.p.A. was retained as a subsidiary of aforementioned Mondadori Libri. In 2016, the first year of the acquisition of Rizzoli Libri group, Rizzoli Education and Mondadori group's existing subsidiary Mondadori Education, had a combined share of 24% in Italian textbook market, according to Publishers Weekly which itself quoting the figures from Mondadori group.:33

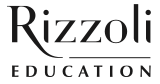
Логотип Rizzoli Education

У 2019 році Oxford University Press і Rizzoli Education поновили угоду про розповсюдження книг. Oxford University Press підписала першу угоду з La Nuova Italia Editrice в 1978 році, тепер бренд Rizzoli Education. 
Rizzoli Education також використовувала інші видавництва, такі як Fabbri Editori (придбаний RCS Libri у 1990 році), Tramontana (придбаний у 2000 році), Sansoni per la Scuola (придбаний у 1992 році), Etas (придбаний у 1990 році), Rizzoli Languages, Calderini, Edagricole, Edizioni del Quadrifoglio і Markes. 

### Міжнародні публікації Rizzoli
RCS Libri через RCS International Books BV мала закордонну дочірню компанію Rizzoli International Publications Inc.  :323 також відомий як Rizzoli New York або Rizzoli USA. Компанія була заснована в Нью-Йорку, Сполучені Штати. Rizzoli International придбала імпринт Welcome Books. Inc. від Welcome Enterprises у 2014 р.    Американський підрозділ також містив книжковий магазин Rizzoli,  :323, яка з 2015 року була розташована в NoMad, Нью-Йорк    Після поглинання RCS Libri у 2016 році Rizzoli International і Rizzoli Bookstore тепер є частиною групи Mondadori.   Однак проміжну материнську компанію було змінено з RCS Libri на Mondadori Electa,   іншу дочірню компанію групи Mondadori. Станом на 2019 рік Rizzoli International Publications також володів видавництвами Ex Libris (заснована в 2011 році) і Universe Publishing (заснована в 1990 році). 
Група Mondadori запустила імпринт Rizzoli Electa у січні 2018 року, але міжнародний ілюстрований відділ Rizzoli Libri буде інтегрований у підрозділ Mondadori Electa. Натомість бренд Rizzoli Electa буде управлятися Mondadori Electa.   Або іншими словами, міжнародний підрозділ Rizzoli Libri, а також майбутня публікація під брендом Rizzoli англійською мовою (як Rizzoli Electa) будуть керуватися Mondadori Electa. На той час Mondadori Electa також володіла фірмою Rizzoli Illustrati Italia. 
Незважаючи на те, що материнські компанії Rizzoli International продали видавництва Flammarion (у 2012 році RCS MediaGroup) і Marsilio (у 2016 році Mondadori group), Rizzoli International все ще розповсюджувала книжки двома видавництвами. 

## Відомі публікації
- Marilyn Monroe: The Life, The Myth. Rizzoli International Publications (RCS Libri). 1996. ISBN 978-0847819607.[33]
- Nesi, Edoardo (2010). Storia della mia gente (італ.).[12]
- Napolitano, Giorgio. Una e indivisibile (італ.).[12]
- Carofiglio, Gianrico. Il silenzio dell'onda (італ.).[12]
- Jonasson, Jonas. Il centenario che saltò dalla finestra e scomparve (італ.).[12]
- Parodi, Benedetta. I menù di Benedetta (італ.).[12]
- Dicker, Joël. La verità sul caso Harry Quebert [The Truth About the Harry Quebert Affair] (італ.). Bompiani (RCS Libri).[13]
- Cao, Irene. Io ti guardo - Io ti sento - Io ti voglio (італ.). Rizzoli (RCS Libri).[13]

## зовнішні посилання
- Official website of Rizzoli Libri (італ.)
- Official website of Rizzoli Education (італ.)
- Official website of Rizzoli International Publications